# ووسترتسوو
ووسترتسوو (انگلیسی: Vostretsovo) یک شهرک در شهرستان بورایفسکی باشقیرستان کشور روسیه است.